# Війна мафій (фільм)
Війна мафій (англ. Mob War) — американський бойовик 1989 року.

## Сюжет
Поліція Нью-Йорка зриває велику операцію з продажу кокаїну. У цей час тележурналіст виявляє неподалік від місця подій місцевого гангстера Джона Фальконе. Фальконе був змушений відповідати на незручні питання. Для покращення власного іміджу він вирішив найняти фахівця Тодда Беретта. Тим часом жорстокі методи Фальконе призвели до конфлікту з доном Річчі, місцевим босом мафії. Все це може призвести до війни.

## У ролях
- Джейк ЛаМотта — Дон Річчі
- Джонні Стампер — Тодд Барретт
- Девід Генрі Келлер — Джон Фальконе
- Джон Рано — Гектор
- Денні Качак (в титрах: Oliver Daniels) — Хуан Пендейо
- Стівен Каман (в титрах: Sven Nuvo) — Мартін Спостейн
- Адріанна Максвелл — Вітні Барретт
- Ден Луцкій — Вінс Петраччо
- Енджел Кабан — Фелікс
- Моніка Хельм — Дженіс
- Елізабет Катрелл — Лінда
- Нік Гомез — Сел
- Нів Бентон — Томмі Бредфорд
- Тоні Крук — Тоні
- Баззі Данненфелсер — Джо
- Ребекка Фріман — Марія
- Іззі Голдфарб — Гарі
- Рендольф Троян — Марко
- Ернест Дорсетт — Ернесто
- Джон Крістіан Інгвордсен — Міккі Маккардл